# Lillian Goldman Law Library
La Lillian Goldman Law Library è la biblioteca di diritto e giurisprudenza della Yale Law School. Si trova nella Sterling Law Building di New Haven nel Connecticut, e comprende circa 800.000 volumi di testi stampati e circa 10.000 titoli di pubblicazioni periodiche attive, in cui ci sono 200.000 volumi di pubblicazioni sul Diritto internazionale.